# Fossé (Ardenne)
Fossé è un comune francese di 54 abitanti situato nel dipartimento delle Ardenne nella regione del Grand Est.

## Società

### Evoluzione demografica
Abitanti censiti